# Индекс автомобильных номеров Монако
Регистрационный номерной знак княжества Монако записывается синими буквами на белом фоне. По краям знак обрамлён синей полосой, с левого края на номере находится щитовая деталь герба Монако. На заднем номере также изображается текущий год и надпись в нижней части знака «PRINCIPAUTE DE MONACO» (с фр. — «Княжество Монако»). Размеры переднего номерного знака составляют 290x110 миллиметров, задние номера больше передних — 340×110 мм.